# Malaysia Airlines
Malaysia Airlines (MAS) (малай. Sistem Penerbangan Malaysia) — національна державна авіакомпанія Малайзії зі штаб-квартирою в Аеропорту імені султана Шах-Абдул-Азіза (Субанг, Селангор), що виконує регулярні комерційні перевезення за 85 пунктами призначення на шести континентах світу.
Головним транзитним вузлом (хабом) авіаперевізника є Міжнародний аеропорт «Куала-Лумпур», як вторинні хаби використовуються Міжнародний аеропорт «Кота-Кінабалу» та Міжнародний аеропорт «Кучінг».
З 2014 по 2015 рік авіакомпанія була банкрутом і була націоналізована урядом у нову юридичну особу, що передбачало передачу всіх операцій, включаючи активи та зобов'язання, а також скорочення штату авіакомпанії..